# Carnyx
| Carnyx |
| --- |
| En carnyx på ett franskt museum - Betydelse – keltiskt blåsinstrument av brons - Bakgrund – järnåldern (200 f.Kr.–200 e.Kr.) - Utformning – lur utformad som ett S med djurhuvud - Användning – i strid |

En carnyx[uttal saknas] är ett blåsinstrument av brons som var vanligt hos de forntida kelterna under järnåldern och som användes mellan cirka 200 f.Kr. och cirka 200 e.Kr.
Instrumentet är en typ av bronstrumpet formad i en förlängd S-form och som vid användning hölls vertikalt. Öppningen var formad som huvudet på ett djur, till exempel ett vildsvin. Instrumentet användes vid krig, troligen för att mana trupper till strid och, som Polybios återberättade, för att skrämma motståndare.

## Bildgalleri

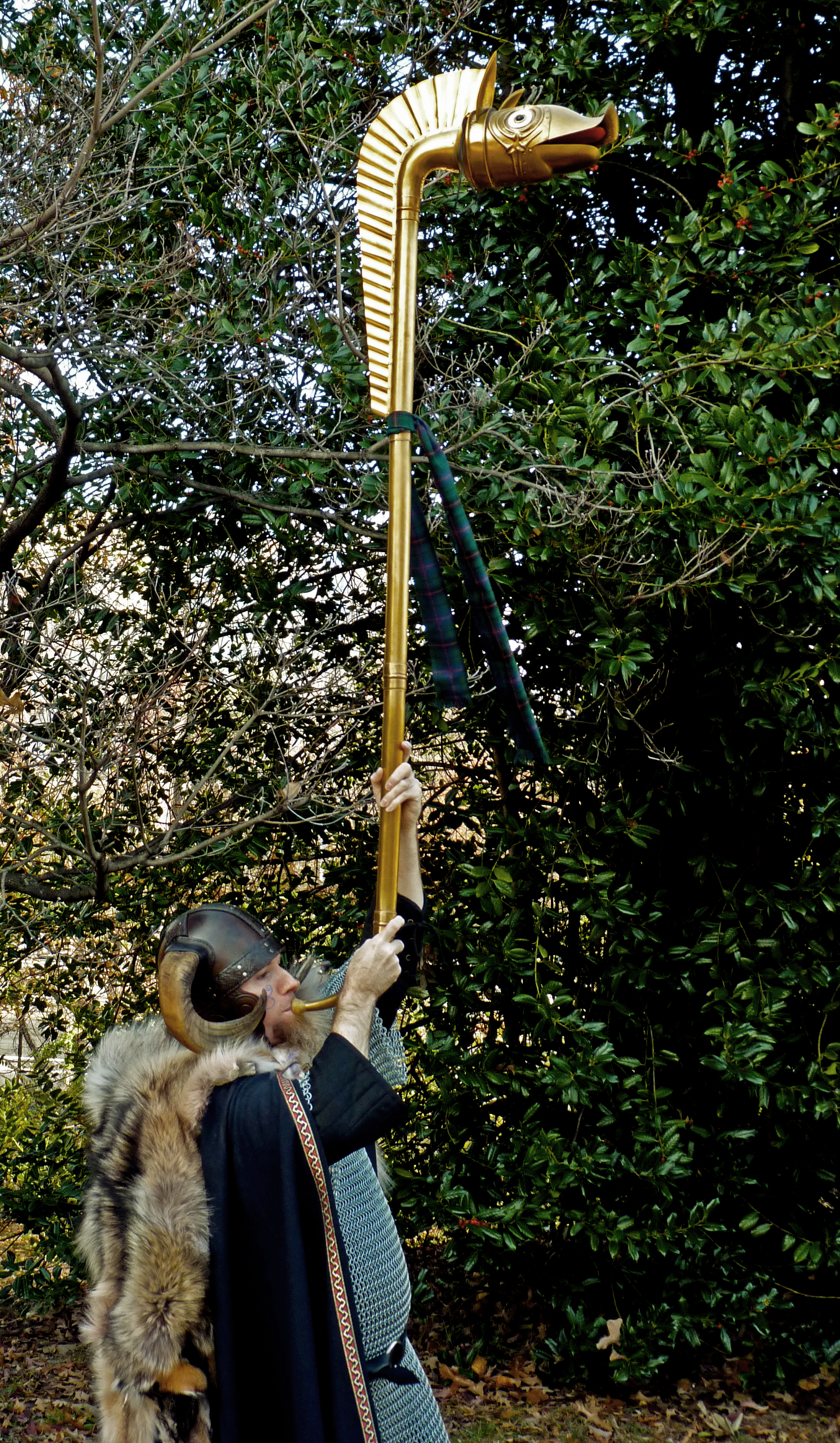
Användning
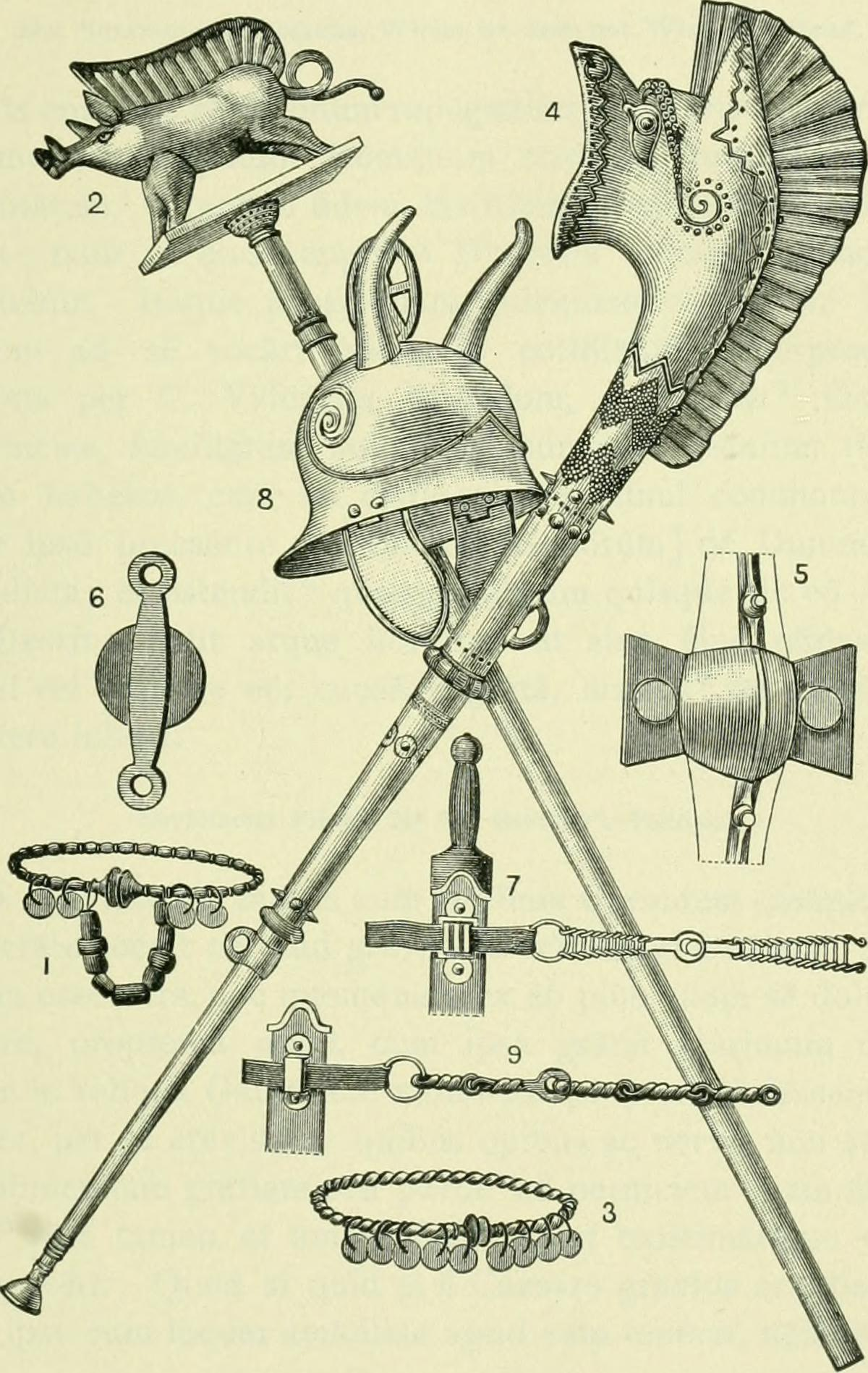
Illustration ur De Bello Gallico
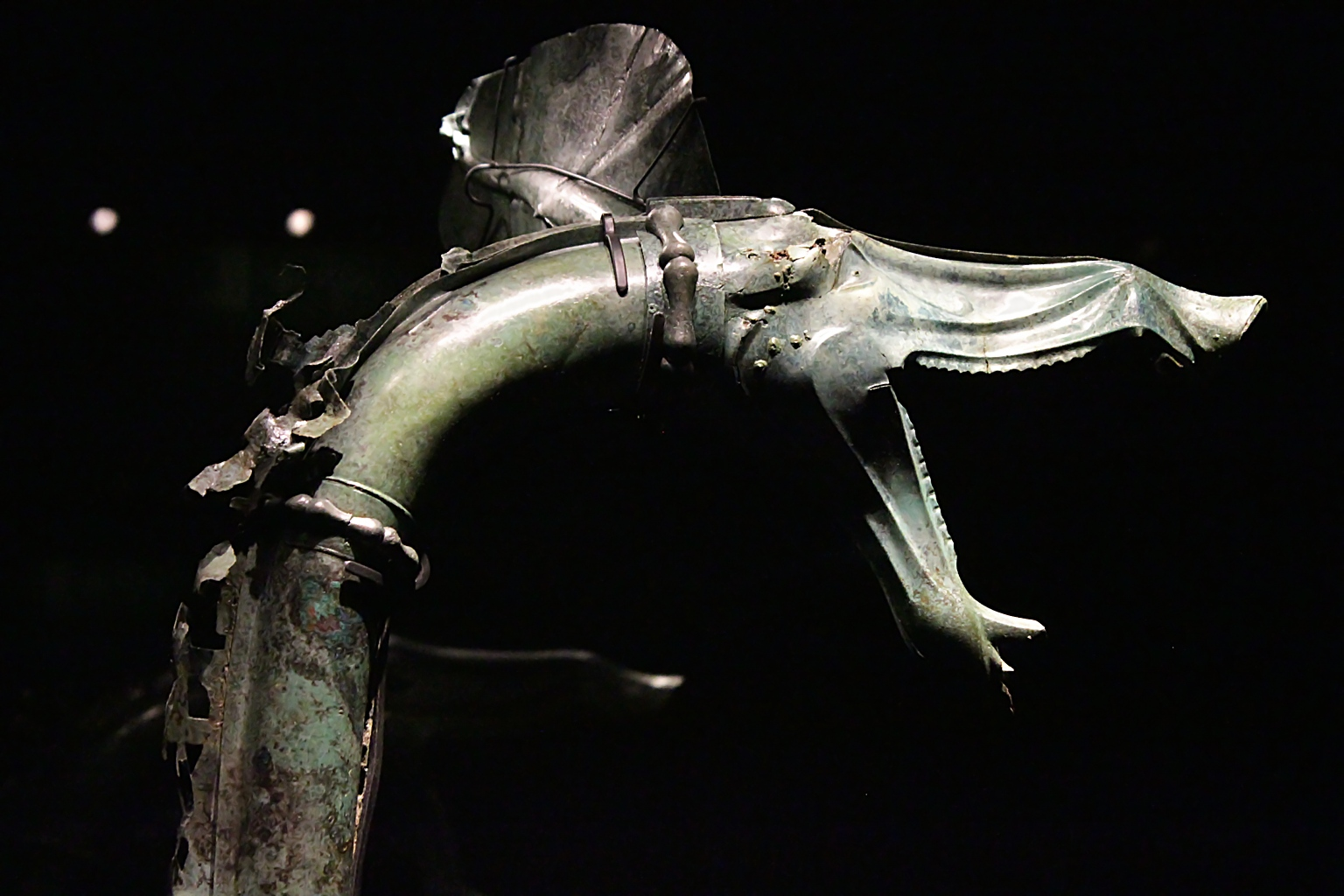
Mynningen på en carnyx hittad vid en gallisk begravningsplats vid Tintignac.
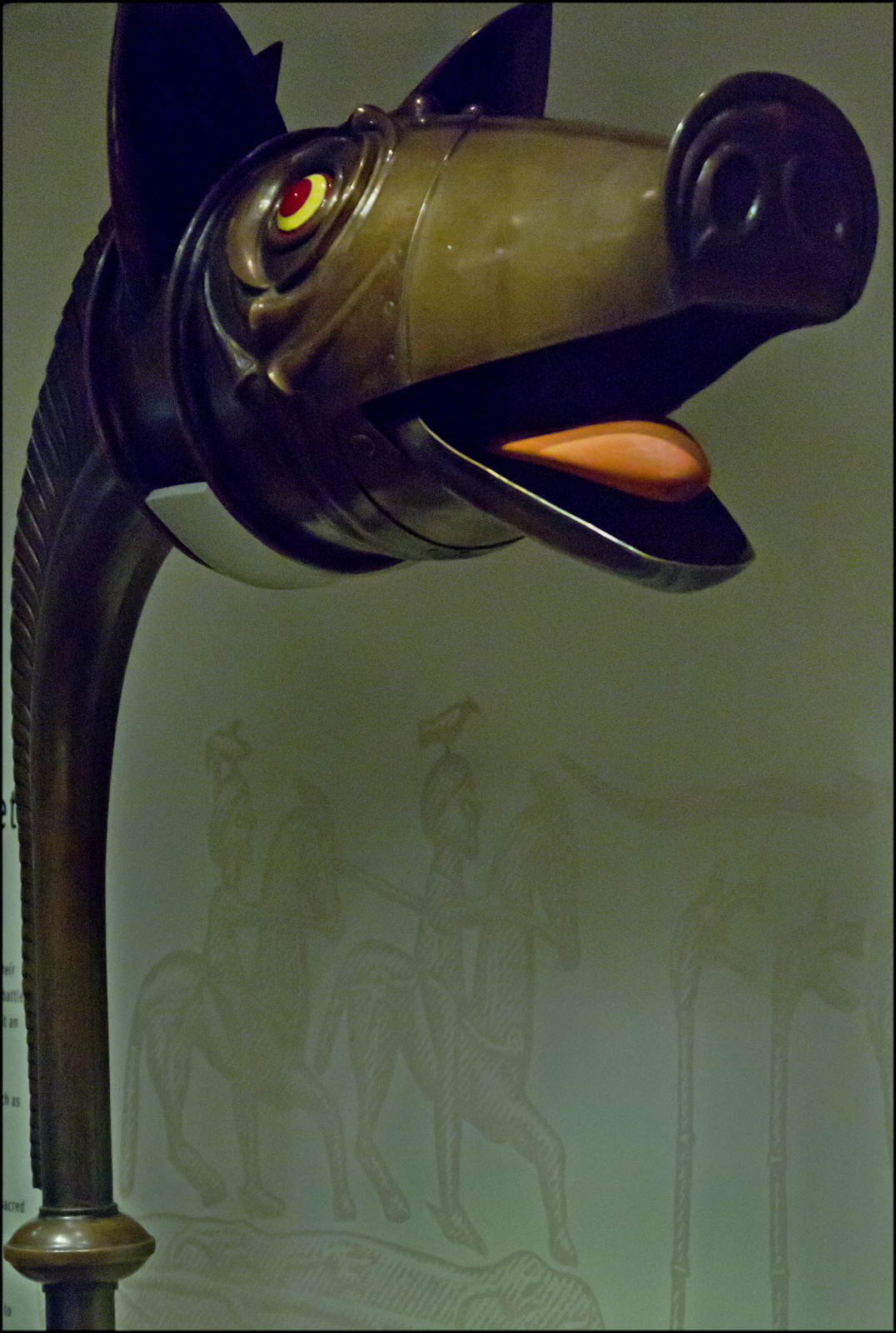
En replik i Skottlands nationalmuseum.